# James Macpherson
James Macpherson (en gaèlic escocès, Seumas Mac a' Phearsain o Seumas MacMhuirich) (Ruthven, 27 d'octubre del 1736 - 17 de febrer del 1796) fou un poeta escocès, conegut principalment com a "traductor" del cicle poètic d'Ossian.

## Biografia inicial
Macpherson va nàixer a Ruthven, parròquia de Kingussie, Badenoch, Inverness-shire, Highland. L'any 1753, va ser enviat al King's College d'Aberdeen, i dos anys després es traslladà al Marischal College (aquestes dues institucions formarien posteriorment la Universitat d'Aberdeen). Més tard, va viure un any a Edimburg, però no se sap si va estudiar a la universitat. S'ha dit que, mentre era estudiant, va escriure unes 4.000 línies de versos, alguns dels quals serien publicats posteriorment, i entre els quals cal destacar The Highlander (1758), edició que sembla que després va voler suprimir.

## Recollida de poesia gaelicoescocesa
En deixar la universitat, va tornar a Ruthven, per ensenyar a l'escola local. A Moffat, va conèixer John Home, l'autor de Douglas, per a qui va recitar alguns versos gaèlics de memòria. També li va mostrar manuscrits de poesia gaèlica, que suposadament havia recollit d'ací i d'allà per les Highlands i les illes escoceses. Encoratjat per Home i d'altres, va produir algunes peces traduïdes del gaèlic escocès a l'anglès, i va ser induït a publicar-les a Edimburg, l'any 1760, amb el títol Fragments de poesia antiga recollits a les Terres altes d'Escòcia. El Dr. Hugh Blair, qui era un ferm creient en l'autenticitat dels poemes, va engegar una campanya de subscripcions per ajudar Macpherson a continuar les seues recerques gaèliques.
A la tardor, va organitzar un viatge a l'oest del comtat d'Inverness, les illes de Skye, North Uist, South Uist i Benbecula. Hi obtingué manuscrits que va traduir amb l'ajut del capità Morrison i del Rev. A. Gallie. A finals d'any, va fer una expedició a l'illa de Mull (Argyll), on va obtenir més manuscrits.

## Ossian

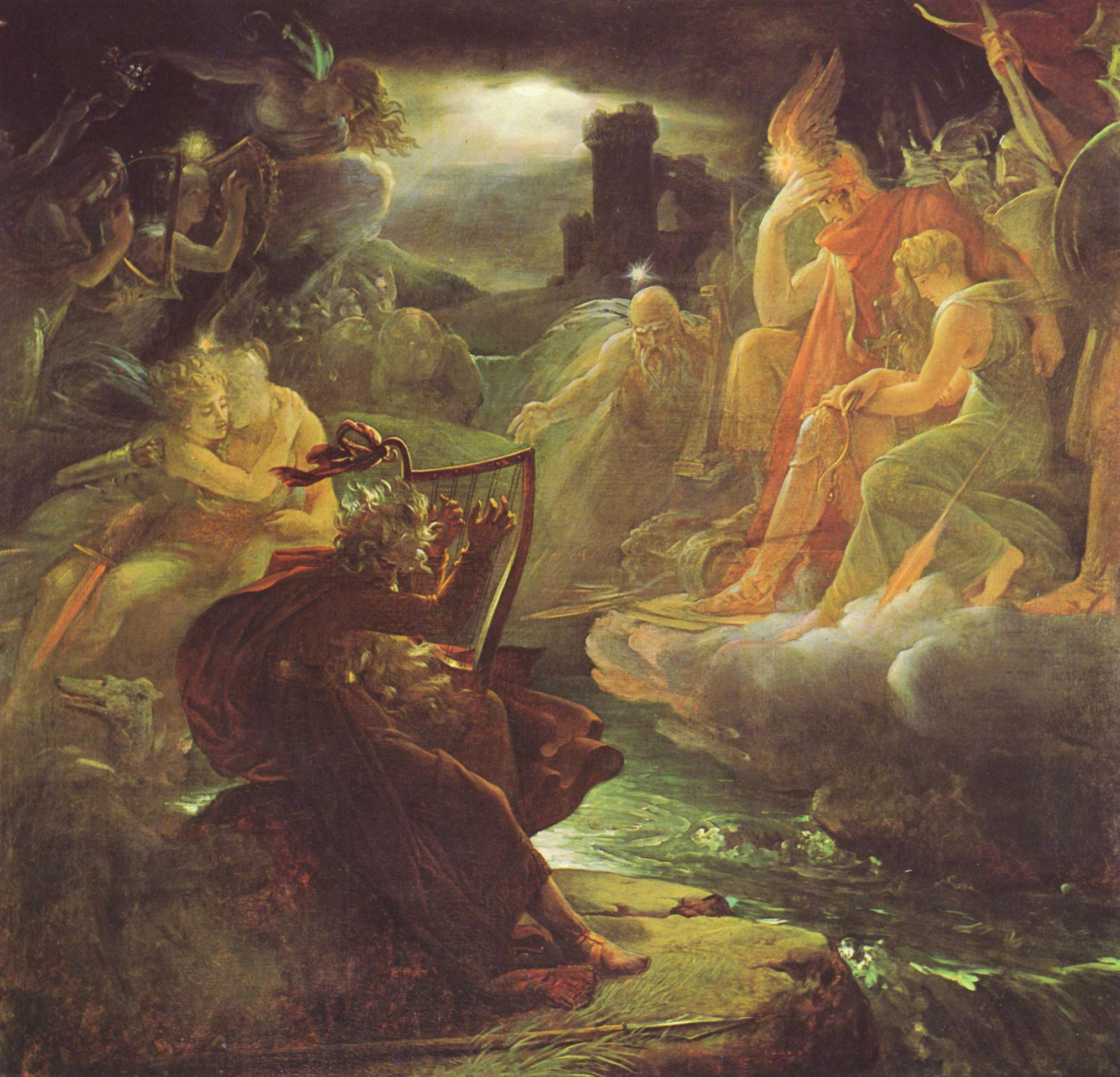
Ossian pintat per François Pascal Simon Gérard (1801)

L'any 1761, va anunciar el descobriment d'un poema èpic sobre el tema de Fingal (relacionat amb el personatge de la mitologia irlandesa Fionn mac Cumhaill/Finn McCool), escrit per Ossian (basat en el fill de Fionn's, Oisín), i al desembre va publicar Fingal, an Ancient Epic Poem in Six Books, together with Several Other Poems composed by Ossian, the Son of Fingal, translated from the Gaelic Language (Fingal, un antic poema en sis llibres, amb alguns altres poemes escrits per Ossian, el fill de Fingal, traduïts de la llengua gaèlica), escrits en la prosa mesurada i musical que ja havia emprat per al seu primer volum. Temora va seguir l'any 1763, i una edició recopilatòria, Les obres d'Ossian, l'any 1765. El nom de Fingal o Fionnghall significa 'l'estranger blanc', i s'ha suggerit que és una derivació de l'antic gaèlic Finn.
L'autenticitat d'aquestes proclamades traduccions d'obres d'un bard del segle iii van ser qüestionades immediatament per historiadors irlandesos, que van advertir els seus errors en la cronologia, els errors en la formació de noms gaèlics i que van manifestar la improbabilitat de moltes de les afirmacions de MacPherson, cap de les quals MacPherson va ser capaç de refutar. Posteriorment, Samuel Johnson va denunciar el frau amb més vehemència (en A Journey to the Western Islands of Scotland, 1775), dient que MacPherson havia trobat fragments de poemes i contalles antigues, i que els havia teixits en un romanç de la seua pròpia inspiració. Les acusacions i les defenses van continuar durant tot el segle xix, sense arribar a una conclusió definitiva. Macpherson mai no va proporcionar els suposats originals, que sempre havia afirmat que existien.

## Obres posteriors
L'any 1764, va ser nomenat secretari del governador colonial George Johnstone a Pensacola (Florida), i en tornar al Regne Unit dos anys després arran d'una baralla amb Johnstone, se li va permetre conservar el seu salari com a pensió.
Va escriure diverses obres històriques, la més important de les quals fou Documents originals que contenen la història secreta de la Gran Bretanya des de la Restauració fins a l'ascens al tron de la Casa de Hanover, que són precedits pels Extractes de la vida de Jaume II (1775). Va gaudir d'un sou per defensar la política del govern de Lord North, i va ocupar el lucratiu càrrec d'agent a Londres del Nawab d'Arcot. Va ingressar al Parlament l'any 1780, com a diputat per Camelford i hi va continuar fins a la seua mort. Al final de la seua vida, va comprar una casa de camp, a la qual va donar el nom de Belville, situada al seu comtat nadiu d'Inverness, on va morir. Les seues despulles van ser traslladades des d'Escòcia, i se li va donar sepultura a l'Abadia de Westminster, a Londres, la ciutat en què havia passat la major i millor part de la seua vida. Irònicament, està enterrat a pocs metres de Johnson.

## Influència
Després de la mort de Macpherson, Malcolm Laing, en un apèndix de la seua Història d'Escòcia (1800), va emetre l'extrema opinió que els anomenats poemes ossiànics tenien fins i tot un origen modern, i que les fonts reivindicades per Macpherson eren pràcticament inexistents. Gran part de l'obra de Macpherson és clarament de la seua mà, i s'hi confonen històries procedents de cicles diferents. Però, a banda de la dubtosa moralitat del seu muntatge, encara pot ser reconegut com un dels grans poetes escocesos. Les variades fonts de la seua obra i la seua desacreditada naturalesa com a traducció de vertaders poemes celtes no poden alterar el fet que es tracta d'una obra d'art que, per la seua profunda descripció de la bellesa natural i la malencònica tendresa en el tractament d'antigues llegendes, va fer més que cap altra per provocar el naixement del romanticisme literari europeu, i especialment alemany. Immediatament, va ser traduït a les principals llengües europees, i Herder i Goethe (en el seu període inicial) s'hi van comptar entre els seus admiradors. Goethe va incorporar una part de l'obra en la seua novel·la Els sofriments del jove Werther. La traducció italiana de Melchiore Cesarotti fou una de les obres favorites de Napoleó.
La cova de Fingal a l'illa de Staffa va rebre aquest nom per influència de l'obra de Macpherson. El seu nom gaèlic original és An Uamh Bhin, 'la cova melodiosa', però va ser rebatejada per sir Joseph Banks l'any 1772, quan Macpherson es trobava al cim de la seua popularitat.